# ÉS Footwear
éS Footwear – amerykańska firma obuwnicza założona w 1995 przez Pierre André Senizergues z Sole Technology, Inc., która posiada również takie marki jak: etnies, Emerica, ThirtyTwo (produkująca buty snowboardowe) i Altamont Apparel. éS jako cel postawiło sobie stworzenia obuwia bardziej estetycznego i funkcjonalnego niż to, które tworzą podobne firmy takie jak etnies. Na początku jeden z zawodowców Sal Barbier opuścił etnies i dołączył do éS by zapoczątkować zdobywanie rynku przez tę markę i zaprojektował buty Sal 23, które szybko zdobyły uznanie wśród kupujących. 
Jednak najbardziej znanym modelem butów wypuszczonym przez éS Footwear był Accel stworzony w 1995 roku, który był do samego końca jednym z najlepiej sprzedających się butów tej marki.
Długo będący w zespole Tom Penny w 2005 roku odszedł do Supra. Wiosną 2006 roku drużynę éS opuścił jej ostatni pierwotny członek - Eric Koston, który odszedł do Lakai Footwear. 
W 2011 roku postanowiono zamknąć firmę éS, której team stopniowo przestawał funkcjonować już od połowy roku 2011. Ostatnia kolekcja obuwia i odzieży ukazała się na wiosnę 2012. W lutym 2014 roku firma éS powróciła do biznesu, wprowadzając na początku 3 nowe modele butów: Accelerate, Accent i Accelite w 3 kolorach - czerwonym, granatowym i czarnym. Marka co jakiś czas wprowadza nowe kolorystyki i rodzaje obuwia, w tym klasyczny model Accel i nowy Accel SQ, podobny do Square Two, czyli modelu sprzed zawieszenia firmy. Do tego momentu firma wprowadziła (po zawieszeniu) następujące kolory i modele obuwia:
- - Red - czerwony (Accelerate, Accent, Accelite)
- - Navy - granatowy (Accelerate, Accent, Accelite)
- - Black - czarny (Accelerate, Accent, Accelite)
- - White - biały (Accelerate, Accent, Accelite)
- - Warm Grey - beżowy/jasnoszary (Accelerate, Accent, Accelite)
- - Royalty - czarno-niebieski ze skórzanymi wstawkami (Accelerate, Accent)
- - Brown - brązowy (Accelerate, Accent)
- - Nordic Gray - ciemnoszary (Accelerate, Accent, Accel SQ)
- - Siberian Blue - niebieski (Accelerate, Accent, Accel SQ)
- - Starry Night - czarny ze świecącymi w ciemności wstawkami (Accelerate, Accel SQ)

A także 3 kolorystyki modelu Accel:
- - brown/gum - brązowy z brązową podeszwą
- - black/gum - czarny z brązowym spodem podeszwy
- - navy/gum - granatowy z brązową podeszwą.

## Obecna drużyna
- Kelly Hart
- Tom Asta
- Wade Desarmo
- Matt "Shmatty"Chaffin
- Marcus Shaw

## Pierwotni członkowie zespołu
- Arto Saari
- Eric Koston
- Antwuan Dixon
- Tom Penny
- Chad Muska
- Ronnie Creager
- Bob Burnquist
- Mike Taylor
- Paul Rodriguez Jr.
- Kerry Getz
- Sal Barbier
- Brandon Turner
- Paul Sharpe
- Rick McCrank
- Rodrigo Tx.
- Justin Eldridge
- Cale Nuske
- Javier Sarmiento
- Mike Anderson
- Bobby Worrest
- Danny Garcia
- John Rattray
- Kellen James

## Filmy

### Menikmati
Menikmati znaczy tyle co „dobrej zabawy” w języku malajskim; jest to film skateboarding'owy wypuszczony na rynek przez éS w 2000. Każda część, która poświęcona jest jakiemuś skaterowi z zespołu, jest poprzedzona prezentacją mówiącą o tym, jak ludzie patrzą na kulturę skate w kraju, z którego pochodzi.

### éSpecial
éS wypuściło ten film we wrześniu 2007 roku, zawiera on długie części gdzie prawie każdym skater ich zespołu pokazuje swoje tricki, prócz P.J. Ladd, który ukazuje ich jedynie siedem.